# David Farrington Park
El David Farrington Park es un estadio de fútbol localizado en el suburbio de Miramar, en Wellington, Nueva Zelanda. Tiene capacidad para 2000 espectadores y es utilizado por el Team Wellington, participante de la primera división neozelandesa; y el Miramar Rangers, que juega en la Central Premier League. Anteriormente conocido como Centennial Park, en 2009 recibió su denominación actual mediante una decisión del consejo de la ciudad de Wellington, con el fin de honrar a David Farrington, un futbolista y entrenador que había fallecido en 2008. En 2012 el campo de juego fue refaccionado para que el césped tuviera mayor capacidad para aguantar agua.